# Savognin
Savognin foi uma comuna da Suíça, no Cantão Grisões, com 960 habitantes. Estendia-se por uma área de 22,23 km², de densidade populacional de 43 hab/km². Confinava com as seguintes comunas: Cunter, Filisur, Mulegns, Riom-Parsonz, Tiefencastel, Tinizong-Rona.
As línguas oficiais nesta comuna eram o alemão e o romanche.

## História
Em 1 de janeiro de 2016, passou a formar parte da nova comuna de Surses.